# J-クレジット
J-クレジットは、経済産業省、環境省、農林水産省が制度管理者を務める制度である「国内における地球温暖化対策のための排出削減・吸収量認証制度（J-クレジット制度）」に基づいて認証された二酸化炭素 (CO2) など温室効果ガスの排出削減量や吸収量である。
排出権とも称される。

## J-クレジット制度
「国内における地球温暖化対策のための排出削減・吸収量認証制度（J-クレジット制度）」は、省エネルギー機器の導入や森林経営などの取組によるCO2などの温室効果ガスの排出削減量や吸収量を「クレジット」として国が認証する制度である。
国内クレジット制度とオフセット・クレジット (J-VER) 制度が発展的に統合した制度で、国が運営する。
創出されたクレジットは低炭素社会実行計画の目標達成やカーボン・オフセットなどに活用可能である。

## J-クレジット利用のメリット[3]

### 創出者のメリット
- ランニングコストの低減
- クレジット売却益
- 地球温暖化対策への取り組みに対するPR効果
- 新たなネットワークの構築
- 組織内の意識改革・社内教育

### 購入者のメリット[4]
- 環境貢献企業としてのPR効果
- 企業評価の向上
- 製品・サービスの差別化
- ビジネス機会獲得・ネットワーク構築 以下はクレジットの種類により異なるので注意
- 温対法での報告
- 省エネ法での報告
- カーボン・オフセットでの活用
- CDP質問書での報告
- SBTでの報告
- RE100での報告
- SHIFT事業・ASSET事業の目標達成
- 経団連カーボンニュートラル行動計画の目標達成

## J-クレジットの種類[5]

### 登録形態別
- 通常型
- プログラム型

### 方法論による分類
2025年月3時点で合計75の方法論が承認されている。
- 省エネルギー等（46種）
- 再生可能エネルギー（11種）
- 工業プロセス（5種）
- 農業（6種）
- 廃棄物（4種）
- 森林（3種）

## Ｊ－クレジット制度への登録、認証の流れ[7]
1. プロジェクトを計画し、プロジェクト登録の審査を受ける
  1. プロジェクト申請書の作成、提出
  2. 審査（現地審査含む）
  3. Ｊ－クレジット制度認証委員会による認証
  4. プロジェクト登録
2. プロジェクト実施を通して温室効果ガスを削減（同時にモニタリングを実施）
3. モニタリング結果を報告し、クレジット認証の審査を受ける
  1. モニタリング報告書の作成、提出
  2. 検証
  3. Ｊ－クレジット制度認証委員会による認証
  4. クレジットの認証・発行

## Ｊ-クレジット制度の審査機関[8]
J-クレジットは審査機関がプロジェクト登録による妥当性の確認や排出削減・吸収量認証に関する検証を行っている。
| 機関名                                                                              | EN | IN | AG | WA | FO |
| ----------------------------------------------------------------------------------- | -- | -- | -- | -- | -- |
| デロイト トーマツ サステナビリティ株式会社                                          |    | ○  | ○  | ○  |    |
| ペリージョンソンレジストラークリーンディベロップメントメカニズム株式会社 （PJRCDM） | ○  |    |    |    |    |
| 一般社団法人 日本能率協会（JMA） 地球温暖化対策センター                             | ○  |    | ○※ |    | ○  |
| 一般財団法人日本品質保証機構                                                        | ○  |    |    | ○  | ○  |
| 一般財団法人日本海事協会                                                            | ○  | ○※ | ○※ |    |    |
| ソコテック・サーティフィケーション・ジャパン株式会社                                | ○  | ○※ | ○※ | ○  | ○  |

方法論分類
- EN：エネルギー分野
- IN：工業プロセス分野
- AG：農業分野
- WA：廃棄物分野
- FO：森林分野

※実施要綱に基づき、2025年3月31日を期限に、制度管理者より当該分類における審査機関として暫定登録された審査機関

## その他
J-クレジットの売買ができる市場の一つに、東京証券取引所カーボン・クレジット市場がある。